# AFOR
AFOR (NATO's Albanian Force) – misja pomocy humanitarnej dla uchodźców z Kosowa w Albanii, podczas kryzysu w Kosowie w 1999 roku.
Siły AFOR dowodzone były przez generała Johna Reitha. Sformowane dla potrzeb Allied Harbour siły AFOR liczyły 8000 żołnierzy. Zespół zadaniowy AFOR tworzyły wysoko mobilne lekkie siły wojsk lądowych, których znaczną część stanowiły wojska inżynieryjne i wojskowe służby medyczne. W AFOR zaangażowanych było 16 państw NATO oraz 5 państw współdziałających z Sojuszem w ramach programu Partnerstwa dla Pokoju, w tym Polska. Kluczowymi zadaniami tych sił były budowa obozów namiotowych, dystrybucja zaopatrzenia dla uchodźców i wygnańców oraz zapewnienie bezpieczeństwa obozów. Operacje AFOR były na etapie planowania koordynowane z działalnością UNHCR.
Dla zorganizowania tej pomocy niezbędna była współpraca z rządem albańskim, który 11 kwietnia oddał do dyspozycji Sojuszu przestrzeń powietrzną Albanii, porty morskie i lotnicze oraz inną infrastrukturę wojskową, która jednak nie była przygotowana do obsługi tak intensywnego ruchu, zwłaszcza lotniczego. Niezbędna wobec tego okazała się instalacja natowskich urządzeń naprowadzania i kontroli ruchu lotniczego, tak aby możliwy był intensywny ruch samolotów transportowych z niezbędnym dla Allied Harbour zaopatrzeniem.

## Polscy żołnierze w siłach AFOR
W ramach Wielonarodowych Sił NATO (AFOR) wydzielony został polski kontyngent, którego tworzyło 140 żołnierzy z 21 Brygady Strzelców Podhalańskich z Rzeszowa oraz personel w dowództwie misji. Podstawowym zadaniem polskiej jednostki była ochrona kwatery głównej Sił NATO w Albanii oraz ochrona konwojów z pomocą humanitarną.